# Alpinia emaculata
Alpinia emaculata är en enhjärtbladig växtart som beskrevs av Shao Quan Tong. Alpinia emaculata ingår i släktet Alpinia och familjen Zingiberaceae. Inga underarter finns listade i Catalogue of Life.